# Mil Mi-28
De Mil Mi-28 (Russisch: Ми-28) (NAVO-codenaam: Havoc) is een Russische tweezits antitank- en gevechtshelikopter. 

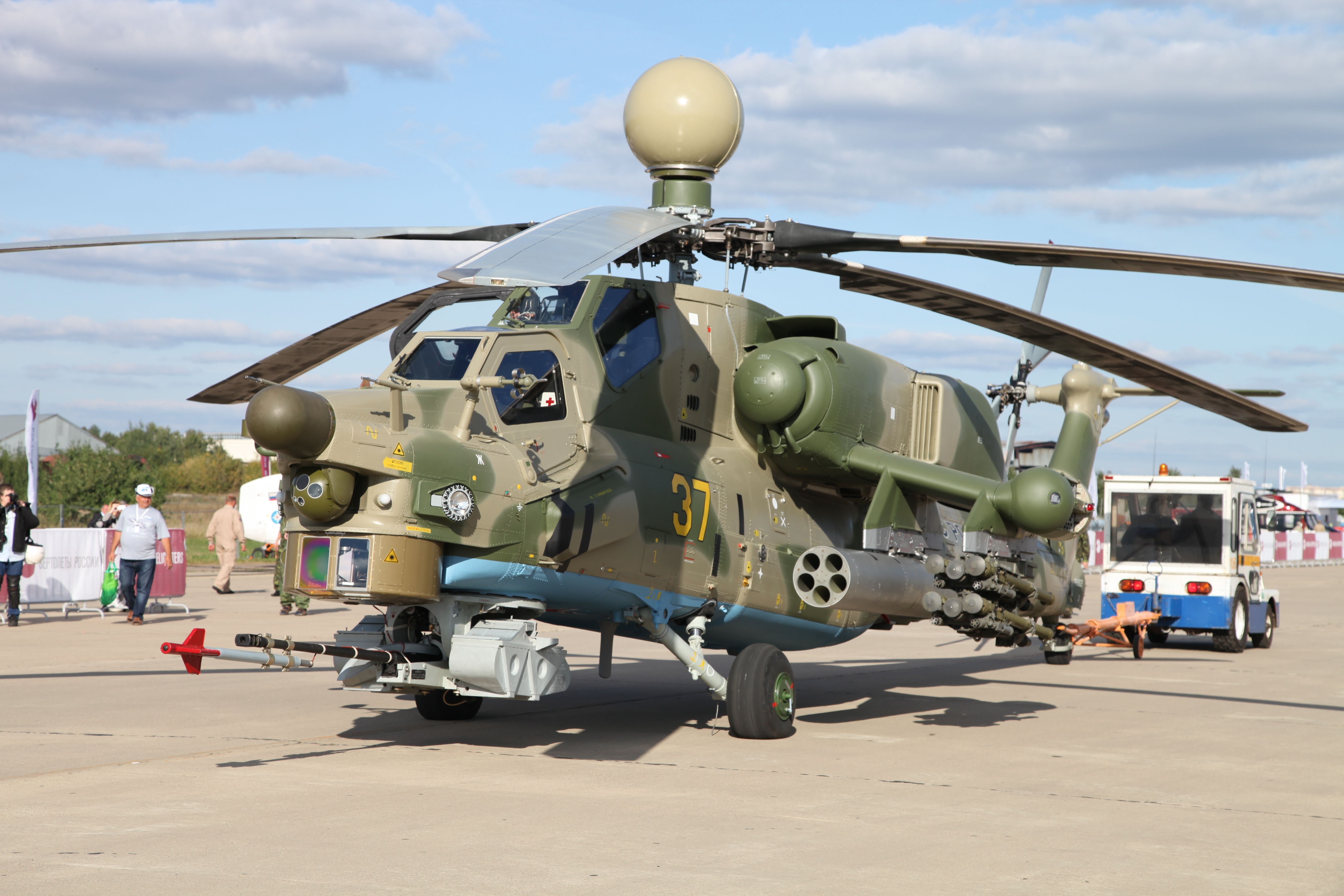
Mi-28N

De Havoc is een pure aanvalshelikopter zonder extra transportmogelijkheden waardoor het toestel beter is in tank-bestrijding dan de Mi-24. Onder de neus hangt een machinegeweer en de cockpit is zwaar gepantserd, onder de kleine vleugels is ruimte voor extra bewapening en de neus zit vol elektronische apparatuur. De staartrotor heeft de vorm van een smalle X. 
Hoewel de Mi-28 niet bedoeld is voor transport is er een klein gedeelte voor maximaal drie passagiers zodat het hefschroefvliegtuig neergeschoten piloten kan redden. Haar Amerikaanse tegenhanger, de AH-64 Apache heeft daarentegen aan de buitenkant twee zogenaamde D-ringen waar gestrande piloten zich aan kunnen vastmaken.

## Specificaties
- Bemanning: 2
- Lengte: 17,00 m
- Rotor diameter: 17,2 m
- Hoogte: 3,82 m
- Leeggewicht: 8095 kg
- Max takeoff gewicht: 11.660 kg

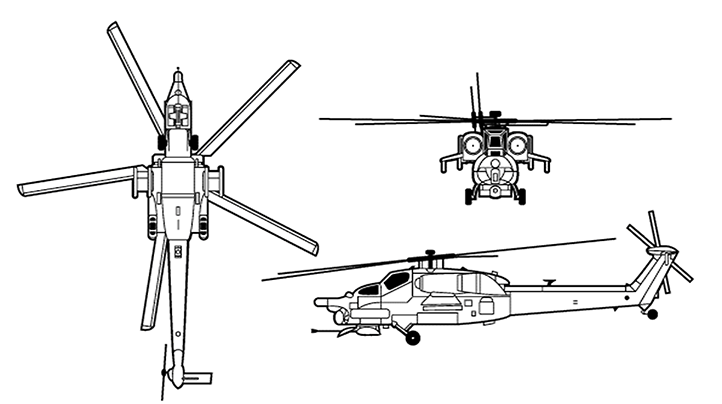
Mi-28

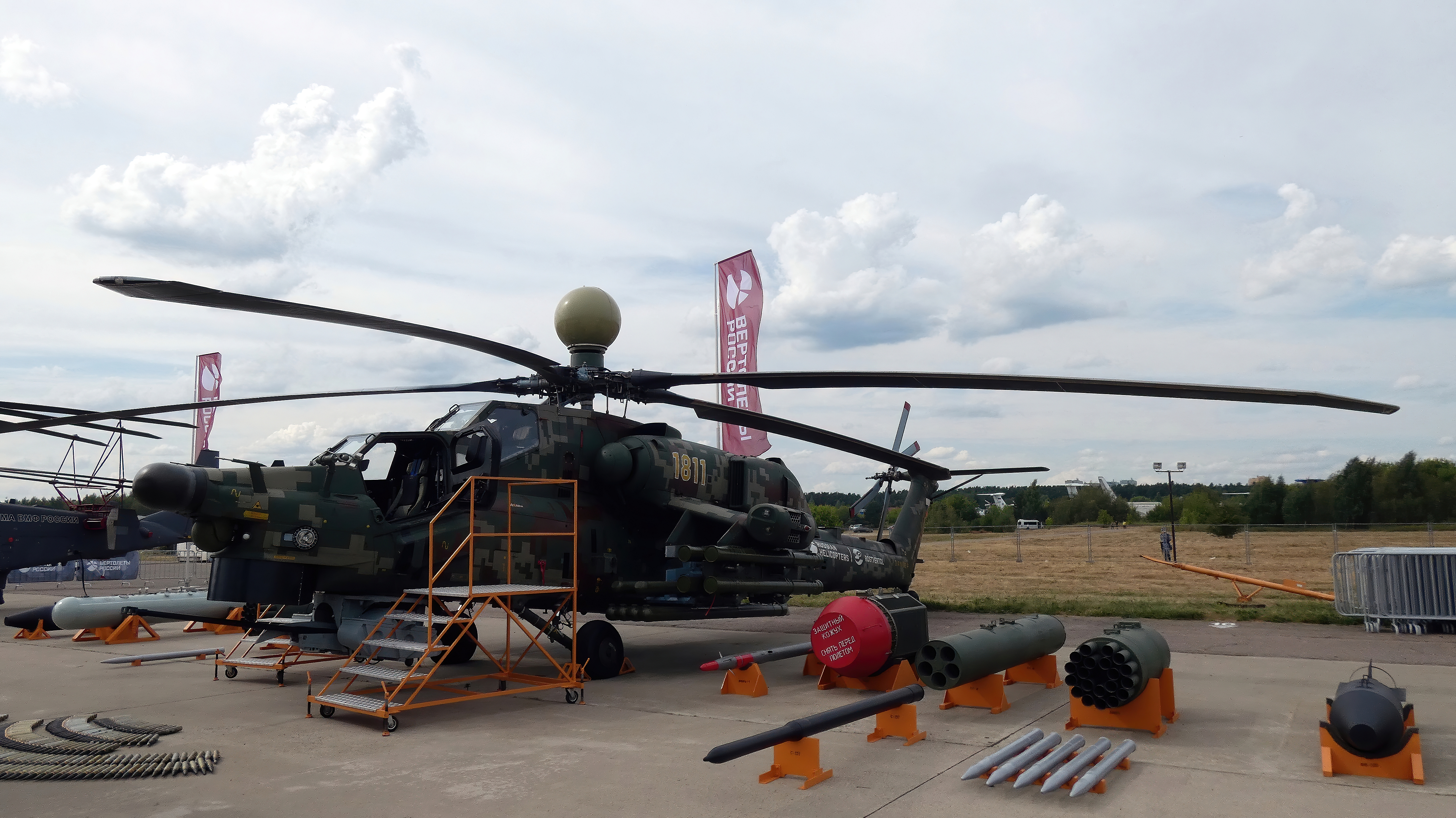
Mi-28NM op de vliegshow MAKS-2021

- Motoren: 2× Klimov TV3-117VMA turboshafts met elk 1545 kW
- Max snelheid: 300 km/h
- Plafond: 6.340 m
- Actieradius: 1.100 km